# فريدريك تشارلز جين جينجينز دي لا ساراز
فريدريك تشارلز جين جينجينز دي لا ساراز (ولد في 14 آب في عام 1790 في إكلبنز وتوفي في 27 شباط في عام 1863 في لوزان) مؤرخ وعالم نبات سويسري.
عَمِلَ من عام 1817 وحتى 1828 مترجماً للغة الفرنسية في المستشارية العامة في بيرن. وحصل في عام 1844 على دكتوراه فخرية من جامعة بيرن وفي عام 1854 نال درجة الأستاذية الفخرية في جامعة لوزان.
وبصفته مؤرخ، نشر الكثير من أعماله منذ عام 1833 وحتى وفاته في عام 1863 وأبرزها كتاباته المرتبطة بالمملكتين الأولى والثانية في بورغندي. وكان أحد الأعضاء المؤسسين في الجمعية التاريخية لسويسرا الروماندية (المتحدثة باللغة الفرنسية) في عام 1937. وكان عضواً كاملاً في أكاديمية العلوم والآداب والفنون في محافظة سافوي في عام 1840.
ونشر في عام 1823 أُطروحة عن عائلة نبات أزهار البنفسج وعنونها «ذكرى عائلة نبات البنفسج» (Mémoire sur la famille des Violacées). ووصف العديد من الكائنات - بصفته مصنّف - في جنس البنفسج. حيث أسمى عالِم النبات أوغستان بيرام دو كندول جنس نبات جنجيسيا تكريما لجينجينز في عام 1828.

## أعمال تاريخية مُختارة
- مقال تاريخي حول السيادة في القرن العاشر في مقاطعة نيوليه في عام 1835.
- مقال حول إنشاء قبيلة البورغونديّن في منطقة الغال في عام 1838.
- رسائل حول حرب سويسرا والدوق تشارلز ذابولد في عام 1839.
- التطور المتعلق باستقلال فاليز وغزو إقليم بافالية في 1844.
- مستندات اُستخدمت للتاريخ المرتبط بتُهم بلدية بيوندغات في عام 1847.
- أحداث الحروب البورغوندية في عام 1849.
- الأُوغونيد في عام 1853.
- تاريخ بلدة أورب وقلعتها في العصور الوسطى في عام 1855.
- تاريخ مدينة إكويستريس وإقليمها في عام 1865.